# لي بينج
لي بينج (بالصينية: 栗鹏) (29 أغسطس 1990 في الصين - ) هو لاعب كرة قدم صيني في مركز الدفاع. لعب مع كينغداو جونون وXinjiang Sport Lottery F.C. ‏.

## وصلات خارجية
- لي بينج على موقع قاعدة بيانات كرة القدم.إي يو (الإنجليزية)
- لي بينج على موقع Soccerway.com (الإنجليزية)